# Oficiul European de Luptă Antifraudă

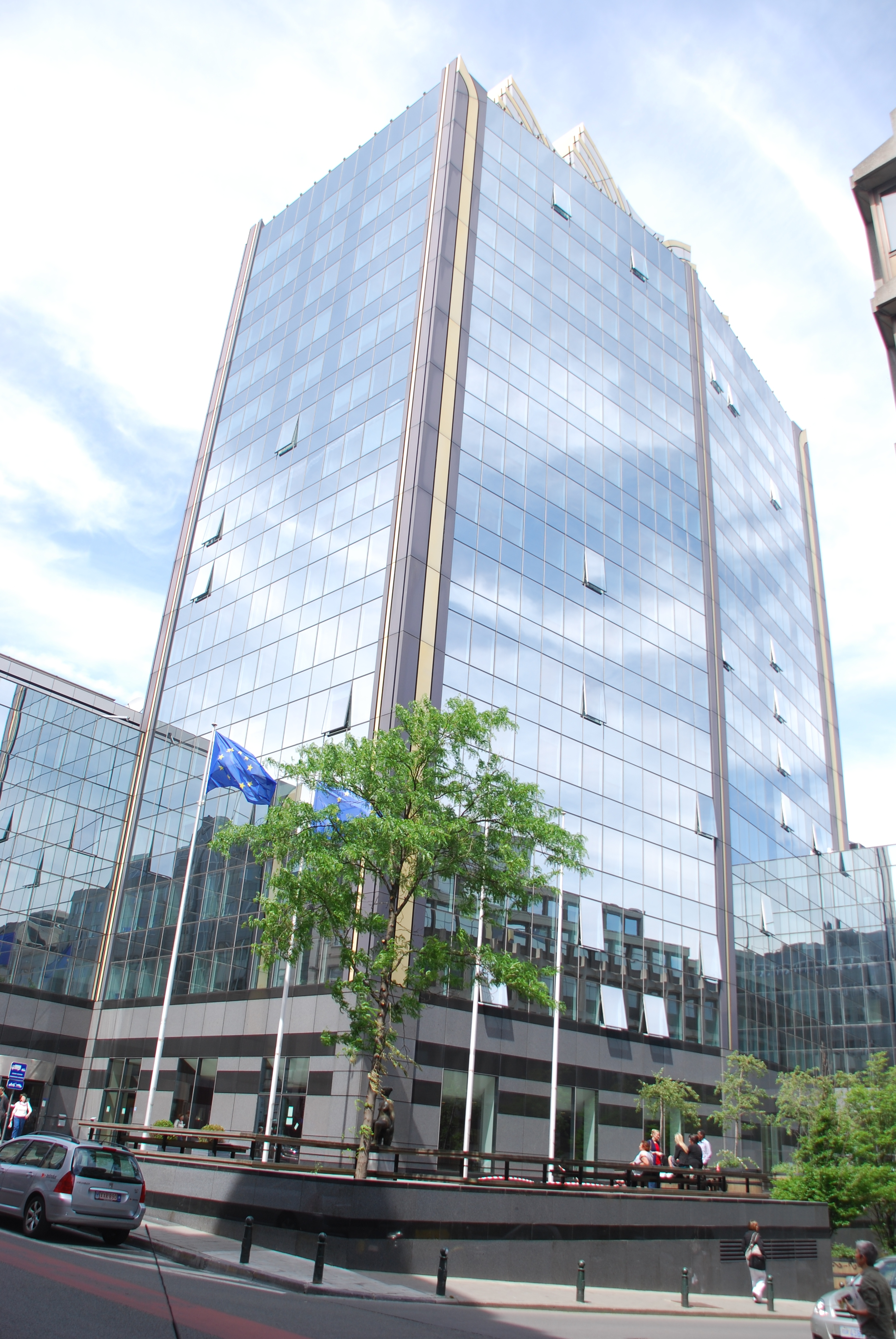
Oficiul European de Luptă Antifraudă, Rue Joseph II, Bruxelles

Oficiul European de Luptă Antifraudă (OLAF, din franceză: Office européen de lutte antifraude) este o instituție care se ocupă de protejarea intereselor Uniunii Europene, lupta împotriva fraudei, corupției sau a oricărei alte activități ilegale, inclusiv împotriva celor apărute în cadrul instituțiilor europene. A fost fondat pe 28 aprilie 1999, în baza Deciziei nr. 1999/352 a Comisiei Europene.
Sarcinile Oficiului European de Luptă Antifraudă:
- combaterea fraudelor care afectează Bugetul Uniunii Europene;
- investigarea actelor de corupție în instituțiile UE;
- elaborarea legislației și politicilor antifraudă.

Oficiul își îndeplinește misiunile prin desfășurarea investigațiilor interne și externe, având independență deplină. Coordonează activitățile partenerilor săi anti-fraudă din statele membre în lupta împotriva fraudei.

## Istorie
Oficiul European de Luptă Antifraudă a fost creat în 1999. În urma evenimentelor care au dus la demisia Comisiei Santer, predecesorul său Unitatea de coordonare a luptei anti-fraudă a fost înlocuit cu un nou organism anti-fraudă (OLAF) cu puteri mai mari. Acestea includ, de asemenea, desfășurarea de investigații în cadrul instituțiilor UE. 
O evaluare a activității OLAF poate fi găsită în Raportul Special al Curții de Conturi Europene din iulie 2005.
Parlamentul European a organizat bilanțul primilor șase ani de activitate a OLAF în cursul unei audieri publice în iulie 2005.

## Structură
OLAF are un statut hibrid. Pe de o parte, este o Direcție Generală a Comisiei Europene, sub responsabilitatea, până în 2017 a Kristalinei Georgieva, Vicepreședinte al Comisiei Europene, Comisar european pentru buget și resurse umane, pe de altă parte, este independent pentru activitățile sale de investigare. Într-un raport special din iulie 2005, Curtea Europeană de Conturi a concluzionat că „statutul hibrid al Oficiului, care are autonomie de investigare și totodată raportează Comisiei pentru celelalte sarcini, nu a afectat în mod negativ independența funcției sale de investigație. Fiind parte a Comisiei, Oficiul nu doar a beneficiat de sprijin administrativ și logistic substanțial, ci și a profitat de legislația antifraudă disponibilă departamentelor Comisiei”.
OLAF are un personal de aproximativ de 420 de experți (din poliție, serviciul vamal, consultanță juridică) din statele membre ale Uniunii Europene.
Fostul procuror italian, Giovanni Kessler, a fost numit director general al OLAF de către Comisia Europeană, după consultarea Parlamentului European și a Consiliului. El și-a preluat funcțiile în februarie 2011 și a demisionat în septembrie 2017, pentru a prelua funcția de șef al Agenției Italiene a Vămilor.

## OLAF rezultate în cifre
Între 2010 și 2018, OLAF:
- Încheiate peste 1900 de investigații
- Recomandat recuperarea de peste 6,9 miliarde € la bugetul UE
- A fost emis peste 2500 de recomandări pentru acțiuni judiciare, financiare, disciplinare și administrative care trebuie luate de autoritățile competente ale statelor membre și ale UE

Ca rezultat ale activității de investigare a OLAF, sumele cheltuite în mod necuvenit au fost returnate treptat la bugetul UE, infractorii cu care se confruntă urmărirea penală în fața instanțelor naționale formează mai bune măsuri de protecție anti-fraudă, care au fost puse în aplicare în toată Europa.

## Cazuri investigate

### Eurostat
O investigație a Oficiului European de Luptă Antifraudă a vizat presupuse infracțiuni la biroul de statistică al UE Eurostat. Cazul a provocat probleme politice pentru Comisia Prodi în 2003. OLAF a fost acuzat că a început investigația numai după ce presa a raportat cazul în 2002 și 2003. Drept urmare, pe 8 iulie 2008, Comisia Europeană a fost invitată, în judecată pe  cauza T-48/05, în Tribunalului de Primă Instanță. Potivit hotărârii de judecată Comisa Europeană urma să plătească 56.000 de euro conducerii Eurostat.

### Cazul Tillack
O investigație efectuată, în 2004, a vizat identificarea unei scurgeri de informații în interiorul Oficiului European de Luptă Antifraudă. În februarie 2002, corespondentul revistei germane Stern, Hans-Martin Tillack, (acesta anterior a fost primul care a publicat pentru prima dată un articol despre cazul Eurostat) a publicat detalii dintr-un document confidențial al OLAF. Citând acest document, Tillack a arătat că OLAF a fost în posesia unor acuzații grave de fraudă împotriva Eurostat. Doi ani mai târziu OLAF a susținut că Tillack ar fi primit documentele interne de la un funcționar în schimbul banilor și că ar fi transmis aceste informații unui procuror belgian. În 2004, în urma unei cereri din partea OLAF, un judecător belgian a ordonat percheziții la domiciuliu și biroul jurnalistului de la Bruxelles, fiind confiscate documente de arhivă și telefonul mobil. În baza acelorași informații, autoritățile germane au deschis o anchetă, fără a dispune percheziții.
În urma acestor evenimente, Tillack a inițiat proceduri judiciare în Germania, Belgia, Strasbourg și în fața Curții Europene de Justiție. Plângerea sa adresată instanțelor germane împotriva purtătorului de cuvânt al Comisiei, a cărei declarație a fondat cauza OLAF, a fost nereușită, precum și recursurile formulate la instanțele belgiene. Tillack a luat ulterior Belgia la Curtea Europeană pentru Drepturile Omului de la Strasbourg, care a decis în 2007 că Belgia ar trebui să plătească despăgubiri de 10 000 EUR. De asemenea, jurnalistul a luat OLAF la Curtea Europeană de Justiție, unde toate motivele sale au fost respinse.
Tillack sa plâns Ombudsmanului European, care a elaborat un raport special în mai 2005, în care a recomandat OLAF să recunoască faptul că a făcut declarații incorecte și înșelătoare în observațiile sale către Ombudsman și că Parlamentul European ar putea lua în considerare adoptarea recomandării sale o rezoluție. Cu toate acestea, raportorului competent al Parlamentului European nu i sa dat lumină verde pentru a propune adoptarea propunerii Ombudsmanului. Analiza incompletă a evenimentelor este prezentată în hotărârea a Tribunalului European de Primă Instanță.

## Lupta împotriva contrabandei de țigări
OLAF nu este competent numai să investigheze chestiuni legate de fraudă, corupție și alte infracțiuni care afectează toate cheltuielile UE, dar și în legătură cu anumite domenii ale veniturilor UE, în special datoria vamală. Contrabanda cu tutun provoacă pierderi uriașe în bugetele naționale și în bugetul UE. Prin urmare, OLAF investighează și coordonează dosarele penale referitoare la contrabanda cu țigări internaționale pe scară largă. 
Pe lângă activitatea sa de investigație, OLAF sprijină, de asemenea, instituțiile UE și statele membre în elaborarea politicii anti-contrabandă cu tutun. În urma litigiilor în fața instanțelor americane și pentru a aborda problema contrabandei și a țigărilor contrafăcute, statele membre ale UE și Comisia Europeană au semnat (între 2004-2010) acorduri obligatorii și executorii cu cei mai mari producători de tutun din lume.

## Bază legală
Regulamentul nr. 883/2013, care reglementează activitatea OLAF, a intrat în vigoare la 1 octombrie 2013. Prezentul regulament se bazează pe experiența acumulată de OLAF încă de la crearea sa. Acesta oferă o bază legală clară care codifică practica anterioară și consolidează eficacitatea activităților de investigare ale OLAF. Regulamentul stabilește, de asemenea, baza pentru un mai bun schimb de informații între OLAF și partenerii săi.

## România
În România, Corpul de Control al guvernului este instituția care se ocupă de lupta anti-fraudă și protejarea intereselor financiare ale Uniunii Europene, fiind punctul unic de contact cu OLAF.

## Vezi și
- Curtea Europeană de Conturi
- Instituții ale Uniunii Europene